# 週末はウマでしょ!
『週末はウマでしょ!』（しゅうまつはウマでしょ!）は、フジテレビで放送されている中央競馬情報ミニ番組。放送時間は毎週金曜22:52 - 23:00（JST）。

## 概要
競馬をこよなく愛する林修が中央競馬のGIレースをはじめ注目のレースを徹底解説し、豊富な経験をもとに独自の目線と鋭い切り口で熱く語り尽くしていく。
2016年・2017年は春と秋のGIシーズン期間中に放送されていたが、2018年より通年放送となった。
2021年4月2日からは、深夜スペシャルのみ同時ネットしている北海道文化放送(UHB)でも、毎週金曜 22:54 - 23:00でレギュラー放送版の同時ネットを開始している。

## 出演者
特記のない人物は、出演時点でフジテレビアナウンサー。
- MC
  - 林修（予備校講師）
- アシスタント
  - 神部美咲（タレント、2021年1月 - ）
  - 小山内鈴奈（2022年4月15日 - ）
- ウマでしょ!ガール
  - 小池美由（アイドル、2022年4月 - ）

### 過去の出演者
- アシスタント
  - 小澤陽子（2016年4月 - 2018年12月）
  - 堤礼実（2019年1月 - 2020年12月）

## スペシャル
GIレース開催前には、深夜帯（例外もあり）のスペシャルが放送される。
| タイトル                                                      | 放送期間   | 放送期間   | 放送時間（JST）                                              |
| ------------------------------------------------------------- | ---------- | ---------- | ------------------------------------------------------------ |
| ダービー編                                                    | 2016.5.24  | 2016.5.28  | 火 - 金0:35 - 0:45 土0:55 - 1:05                             |
| 凱旋門賞をテイスティングSP                                    | 2016.9.27  | 2016.10.1  | 火 - 金0:25 - 0:35 土0:55 - 1:05                             |
| 有馬記念神頼みSP                                              | 2016.12.20 | 2016.12.24 | 火 - 金0:25 - 0:35 土1:25 - 1:35                             |
| 日本ダービー神頼みSP                                          | 2017.5.23  | 2017.5.27  | 火 - 金0:25 - 0:35 土0:55 - 1:05                             |
| 凱旋門賞                                                      | 2017.9.26  | 2017.9.30  | 火 - 金0:25 - 0:35 土0:55 - 1:05                             |
| 有馬記念神頼みSP                                              | 2017.12.19 | 2017.12.23 | 火 - 木0:25 - 0:35 金1:15 - 1:25 土1:45 - 1:55               |
| 日本ダービー直前講座                                          | 2018.5.22  | 2018.5.26  | 火 - 金0:25 - 0:35 土0:55 - 1:05                             |
| Second impact〜ホースマンは2度、夢を見る〜                    | 2018.7.3   | 2018.7.3   | 火0:30 - 1:30                                                |
| 凱旋門賞SP〜海外競馬まるわかり講座〜                          | 2018.10.2  | 2018.10.6  | 火0:45 - 0:55 水 - 金0:25 - 0:35 土0:55 - 1:05               |
| 有馬記念神頼みSP                                              | 2018.12.18 | 2018.12.22 | 火0:50 - 1:00 水 - 木0:35 - 0:45 金0:55 - 1:05 土1:25 - 1:35 |
| クイズ日本ダービー                                            | 2019.5.21  | 2019.5.25  | 火 - 金0:25 - 0:35 土0:55 - 1:05                             |
| 海外競馬完全攻略SP                                            | 2019.6.8   | 2019.6.8   | 土0:55 - 1:55                                                |
| 賢者たちの晩餐会                                              | 2019.10.1  | 2019.10.5  | 火0:55 - 1:05 水 - 金0:35 - 0:45 土1:05 - 1:15               |
| 凱旋門賞完全攻略SP                                            | 2019.10.5  | 2019.10.5  | 土16:30 - 17:30                                              |
| 有馬記念SP                                                    | 2019.12.17 | 2019.12.21 | 火 - 木1:05 - 1:15 金0:40 - 0:50 土0:55 - 1:05               |
| WHN〜ワールドホースレーシングニュース〜                       | 2020.3.28  | 2020.3.28  | 土16:30 - 17:30                                              |
| 日本ダービー徹底予想                                          | 2020.5.26  | 2020.5.30  | 火 - 金0:25 - 0:35 土0:55 - 1:05                             |
| 有馬記念徹底予想SP                                            | 2020.12.22 | 2020.12.26 | 火 - 水0:45 - 0:55 木0:35 - 0:45 金 - 土0:55 - 1:05          |
| 語り継ぎたい日本ダービー列伝SP                                | 2021.5.25  | 2021.5.29  | 火 - 金0:25 - 0:35 土0:55 - 1:05                             |
| 凱旋門賞徹底講座                                              | 2021.9.28  | 2021.10.2  | 火 - 金0:25 - 0:35 土0:55 - 1:05                             |
| 何が起こるか分からない有馬記念〜必勝講座SP〜                  | 2021.12.21 | 2021.12.25 | 火 - 木0:35 - 0:45 金0:25 - 0:35 土0:55 - 1:05               |
| クイズ ウマでしょ!ダービー                                    | 2022.5.24  | 2022.5.28  | 火 - 金0:25 - 0:35 土0:55 - 1:05                             |
| 101回目の凱旋門賞SP                                           | 2022.9.27  | 2022.10.1  | 火 - 金0:25 - 0:35 土0:55 - 1:05                             |
| 今週は日本ダービーでしょ!                                     | 2023.5.23  | 2023.5.27  | 火 - 金0:35 - 0:45 土0:55 - 1:05                             |
| 来夢来馬 〜秋競馬の夢SP〜                                     | 2023.9.26  | 2023.9.30  | 火 - 水・金0:25 - 0:35 木0:40 - 0:50 土0:55 - 1:05           |
| 凱旋門賞&秋GI観戦ガイド                                       | 2024.10.1  | 2024.10.5  | 火 - 水0:25 - 0:35 木 - 金0:45 - 0:55 土0:55 - 1:05          |
| さんまウマ〜明石家さんまが好きな馬について語りまくる10分間!〜 | 2024.12.17 | 2024.12.21 | 火 - 金0:35 - 0:45 土0:55 - 1:05                             |

上記のほか、2021年10月10日には、川島明（麒麟）・ノブ（千鳥）司会の関西ローカル競馬番組『川島&ノブ ウダ馬なし』（カンテレ制作）との合体番組『週末はウマでしょ!&ウダ馬なし コラボSP〜秋のG1大予想〜』を、『日曜スペシャル』第2部（16:30 - 17:25）で放送した。

## ネット局
- フジテレビ（2016年4月1日 - ）
- 北海道文化放送（2021年4月2日 - ）

## スタッフ
2018年現在
- 編成：池田拓也（フジテレビ）
- 営業：宮崎豊（フジテレビ）
- 構成：村上卓史、原雄二
- 技術協力：ワークビジョン、glow
- 音効：ZACK
- AP：山根真広
- AD：甲斐巧真
- ディレクター：吉田健一
- 演出：地曳範剛
- プロデューサー：本間学（フジテレビ）、永盛健之
- 制作協力：オフィスながも
- 制作：フジテレビスポーツ局スポーツ制作センター
- 制作著作：フジテレビ

### 過去のスタッフ
- プロデューサー：桜井堅一朗